# Чемпионат Украины по водному поло среди мужчин
Чемпионат Украины по водному поло среди мужчин (Суперлига) — всеукраинское соревнование среди мужских команд по водному поло. Проводится с 1992 года под эгидой Федерации водного поло Украины и с тех пор прошло 33 розыгрыша турнира. В сезоне 2023/24 в чемпионате играло 8 команд, разделённых на две группы.
Первым победителем чемпионата стала команда Военно-морского флота из Севастополя. Крымчане были сильнейшими в турнире в начале 1990-х годов, выиграв в общей сложности четыре титула. В дальнейшем сильнейшей была мариупольская команда, выступавшая под названиями «Азов» и «Ильичёвец». В активе команды из Донецкой области 8 побед подряд (2001—2009). Действующим победителем турнира является львовское «Динамо», которое бессменно побеждает в турнире с сезона 2017/18 (7 титулов подряд).
Призёром турнира дважды в 2005 и 2007 года становилась грузинская команда «Тбилиси». В 2016 году команда ОНМА завоевав бронзу, принесла первую в истории медаль для Одессы.
До провозглашения независимости Украины местные команды выступали в чемпионате СССР по водному поло, где в 1989 и 1991 годах бронзовым призёром становилось «Динамо» (Львов).
Лучшим игроком по результатам турнира 2024 года был признан Константин Алексеев из львовского «Динамо».

## Результаты
| №  | Год     | Первое место          | Второе место          | Третье место          |
| -- | ------- | --------------------- | --------------------- | --------------------- |
| 1  | 1992    | ВМФ Севастополь       | Динамо (Львов)        |                       |
| 2  | 1992/93 | ВМФ Севастополь       | Динамо (Львов)        |                       |
| 3  | 1993/94 | ВМФ Севастополь       | Динамо (Львов)        | Азов (Мариуполь)      |
| 4  | 1994/95 | Динамо (Львов)        | ВМФ Севастополь       | Азов (Мариуполь)      |
| 5  | 1995/96 | ВМФ Севастополь       | Динамо (Львов)        | не проводился         |
| 6  | 1996/97 | Азов (Мариуполь)      |                       |                       |
| 7  | 1997/98 | Азов (Мариуполь)      |                       | Динамо (Львов)        |
| 8  | 1998/99 | Азов (Мариуполь)      | Динамо (Львов)        |                       |
| 9  | 1999/00 | Азов (Мариуполь)      | Динамо (Львов)        |                       |
| 10 | 2000/01 | Динамо (Киев)         | Ильичёвец (Мариуполь) | Динамо (Львов)        |
| 11 | 2001/02 | Ильичёвец (Мариуполь) | Динамо (Киев)         | Динамо (Львов)        |
| 12 | 2002/03 | Ильичёвец (Мариуполь) | Динамо (Львов)        |                       |
| 13 | 2003/04 | Ильичёвец (Мариуполь) | Динамо (Львов)        | Севастополь           |
| 14 | 2004/05 | Ильичёвец (Мариуполь) | Тбилиси (Грузия)      | Динамо (Львов)        |
| 15 | 2005/06 | Ильичёвец (Мариуполь) | Динамо (Львов)        | ВК Киев               |
| 16 | 2006/07 | Ильичёвец (Мариуполь) | Динамо (Львов)        | Тбилиси (Грузия)      |
| 17 | 2007/08 | Ильичёвец (Мариуполь) | БМК (Харьков)         | Динамо (Львов)        |
| 18 | 2008/09 | Ильичёвец (Мариуполь) | БМК (Харьков)         | Динамо (Львов)        |
| 19 | 2009/10 | БМК (Харьков)         | Ильичёвец (Мариуполь) | Севастополь           |
| 20 | 2010/11 | БМК (Харьков)         | Ильичёвец (Мариуполь) | Динамо (Львов)        |
| 21 | 2011/12 | Ильичёвец (Мариуполь) | БМК Харьков           | Динамо (Львов)        |
| 22 | 2012/13 | Динамо (Львов)        | Ильичёвец (Мариуполь) | Слобожанец (Харьков)  |
| 23 | 2013/14 | Динамо (Львов)        | Ильичёвец (Мариуполь) | Слобожанец (Харьков)  |
| 24 | 2014/15 | Динамо (Львов)        | Слобожанец (Харьков)  | Ильичёвец (Мариуполь) |
| 25 | 2015/16 | Слобожанец (Харьков)  | Динамо (Львов)        | ОНМА Одеса            |
| 26 | 2016/17 | Харьковская область   | Динамо (Львов)        | НТУ-ХПИ (Харьков)     |
| 27 | 2017/18 | Динамо (Львов)        | Харьковская область   | Мариуполь             |
| 28 | 2018/19 | Динамо (Львов)        | УФК (Львов)           | Харьковская область   |
| 29 | 2019/20 | Динамо (Львов)        | Харьковская область   | Мариуполь             |
| 30 | 2020/21 | Динамо (Львов)        | Харьковская область   | Мариуполь             |
| 31 | 2021/22 | Динамо (Львов)        |                       |                       |
| 32 | 2022/23 | Динамо (Львов)        | НТУ-ХПИ (Харьков)     | Мариуполь             |
| 33 | 2023/24 | Динамо (Львов)        | НТУ-ХПИ (Харьков)     | КИВС (Львов)          |
| 34 | 2024/25 |                       |                       |                       |